# Кроп-фактор
Кроп-фактор (англиц. от crop factor ← crop «обрезать» + factor «множитель») — условный коэффициент, отражающий изменение поля зрения объектива при его использовании с кадровым окном уменьшенного размера. Эта величина появилась одновременно с цифровой фотографией и чаще всего интерпретируется, как виртуальное увеличение фокусного расстояния оптики, рассчитанной на малоформатный кадр фотоплёнки при использовании фотоматрицы меньшего размера. Физический смысл кроп-фактора можно описать отношением диагонали стандартного кадра к диагонали используемого.
{\displaystyle K_{f}} = диагональ35мм / диагональматрица
 (диагональ35мм малоформатного кадра 24×36 мм ≈ 43,3 мм)
Таким образом, кроп-фактор «полнокадровой» матрицы, соответствующей размерам малоформатного кадра, равен единице. В практической фотографии кроп-фактор может быть и меньше единицы, но использование кадра размеров, превышающих расчётные, приводит к увеличению виньетирования. 
Кроп-фактор служит только в качестве справочной величины и никак не влияет на действительное, физическое фокусное расстояние объективов, зависящее от их оптической конструкции.

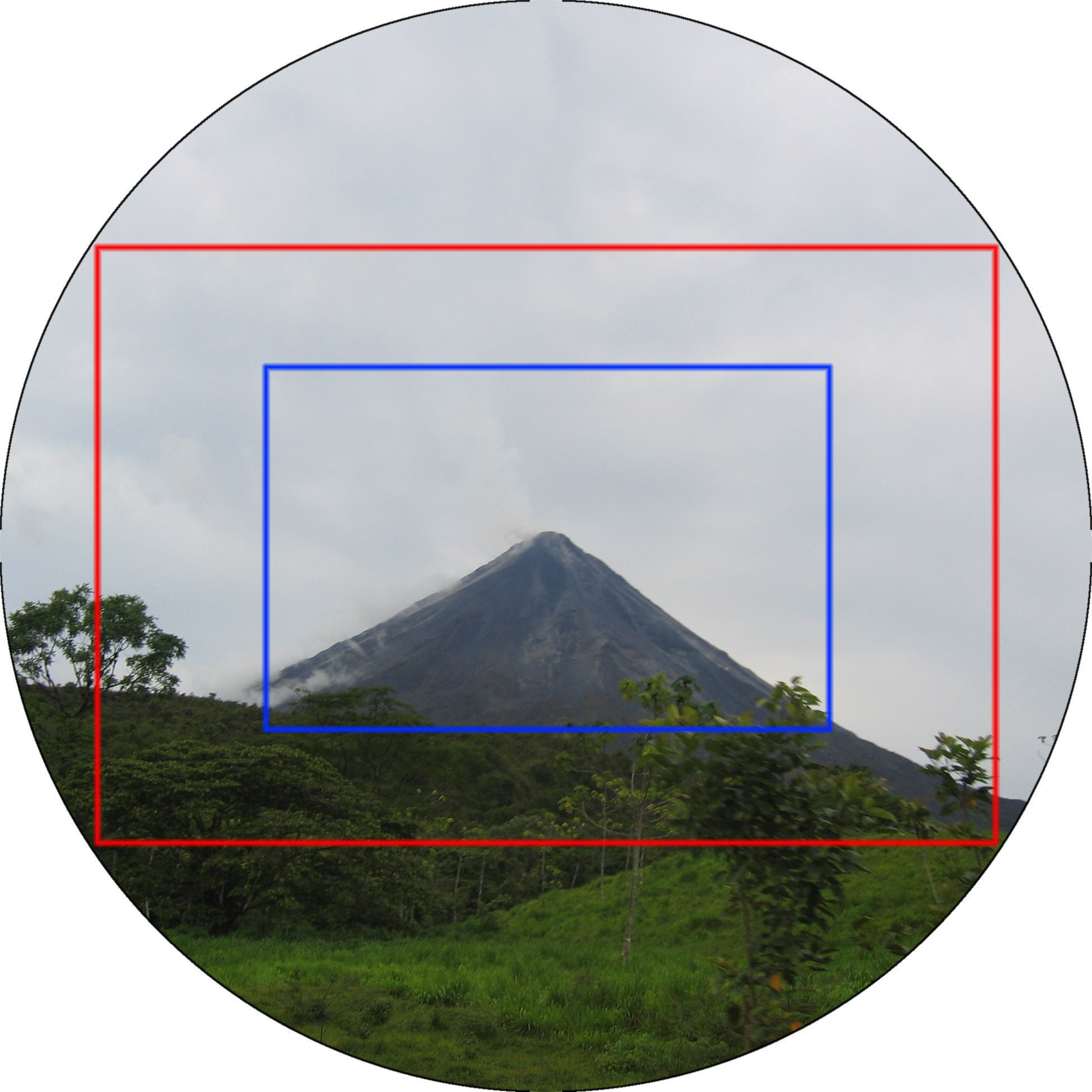
Границы разных кадров, получаемых одним объективом. Внешняя красная рамка показывает границы малоформатного кадра 24×36 мм, внутренняя, синяя — границы кадра цифрового фотоаппарата с матрицей размером 15×22,5 мм

## Происхождение термина
В аналоговой фотографии понятия кроп-фактора не существовало, несмотря на огромный диапазон размеров кадрового окна фотоаппаратов. Каждому формату негатива соответствует определённое фокусное расстояние объектива, считающееся нормальным. Обычно оно приблизительно равно диагонали кадра или незначительно её превосходит. Так, для крупноформатных камер с кадром 9×12 см нормальным считается объектив с фокусным расстоянием 135 мм. Для среднеформатного кадра 6×6 см нормальный объектив — 80 мм, а для малоформатного — 50. Объективы с фокусными расстояниями меньшими, чем нормальное, считаются широкоугольными (короткофокусными), а с бо́льшим — длиннофокусными. Так, фокусное расстояние 50 мм, считающееся нормальным для малоформатного кадра, в среднем формате соответствует широкоугольному объективу, а для 16-мм киноплёнки — длиннофокусному. Однако понятие «кроп-фактор» никогда не использовалось, поскольку для каждого типа аппаратуры с различными размерами кадра выпускались соответствующие объективы, в том числе сменные.
Слово «кроп-фактор» получило распространение одновременно с появлением гибридов, созданных из серийных зеркальных фотоаппаратов и цифровых приставок с ПЗС-матрицей. Наиболее известны такие гибриды, как Kodak DCS 100, Kodak NC2000 и Canon EOS DCS 3 на основе малоформатных камер. 
Такие устройства использовали стандартные плёночные объективы для съёмки на матрицы значительно меньших размеров. В 1990-х годах создание крупных матриц было сопряжено с большими технологическими сложностями, и самым большим доступным размером был нынешний APS-H. 
Матрицы уменьшенного размера до настоящего времени значительно дешевле полнокадровых и используются в цифровых зеркальных фотоаппаратах совместно с объективами, выпущенными для 35-мм фотоплёнки или разработанными позднее для кадра такого же размера. В результате при съёмке используется только центральная часть изображения, даваемого объективом, сужая его расчётное угловое поле. 
В этом случае величина кроп-фактора служит относительной мерой для определения масштаба изображения, даваемого объективом на уменьшенном кадре. Впоследствии понятие кроп-фактора стало применяться во всей цифровой фотографии как средство сопоставления фотосистем с различным размером матрицы.
Для цифровых зеркальных фотоаппаратов кроп-фактор обычно находится в пределах 1,0—2,0. Наибольшее распространение получили значения 1,6 и 1,5 (стандарты APS-C и Nikon DX), а величина 1,3 (стандарт APS-H) встречается только в камерах семейства Canon EOS-1D. Кроп-фактор беззеркальных фотоаппаратов обычно выше: 1,5—2 (Samsung NX и Micro 4/3). 
В некоторых случаях понятие кроп-фактора используется применительно к матрицам большего размера, чем малоформатные. Так, цифровые задники для фотоаппаратов Hasselblad среднего формата 6×6 см оснащаются матрицей 37×37 мм, обеспечивая кроп-фактор 0,67 (=1/1,5) относительно исходного плёночного кадра.

## Уменьшение поля зрения

Поле зрения объективов 50 и 70 мм для кадра разных размеров. Границы кадра, даваемого объективом 70 мм на «полном кадре», примерно совпадают с кадром объектива 50 мм на «кропнутой» матрице

Наличие кроп-фактора больше 1 уменьшает эффективный угол изображения и сопряжённое с ним угловое поле объектива. Например, объектив с фокусным расстоянием 28 мм на полном кадре обладает угловым полем примерно 73° по диагонали. На кадре с кроп-фактором 1,6 этот угол составит всего 50° по диагонали, что эквивалентно объективу с фокусным расстоянием примерно 45 мм {\displaystyle (28\times 1{,}6=44{,}8)} для 35-мм плёнки.
Это неудобно, когда необходим широкий угол. Сверхширокоугольные объективы при уменьшении размера кадра становятся просто широкоугольными, а широкоугольные становятся нормальными. Однако для телеобъективов кроп-фактор даёт определённые преимущества. Например, 300-мм объектив с учётом кроп-фактора 1,6 даёт такое же угловое поле, как телеобъектив с фокусным расстоянием 480 мм. Кроме этого, характеристики любых объективов падают к краям поля изображения, поэтому на уменьшенной матрице качество более однородно.
Конкретный объектив всегда даёт одинаковое изображение, независимо от того, на какую камеру он установлен. Увеличение изображения происходит только потому, что используется его меньшая часть, которая выглядит увеличенной на таком же мониторе и при печати в том же формате. 
Сужения поля зрения объектива на уменьшенной матрице можно избежать применением особой разновидности широкоугольного конвертера, выпускаемого компанией Metabones под названием Speed Booster.
Устройство предназначено для беззеркальных фотоаппаратов и имея кратность 1,5× позволяет сохранить поле зрения «полнокадровых» объективов на матрице размера APS-C. 
При этом светосила этих объективов увеличивается пропорционально квадрату кратности конвертера с сохранением глубины резкости.

## Эквивалентное фокусное расстояние
Для профессиональных фотографов, привыкших к соотношению фокусных расстояний и поля зрения малоформатной аппаратуры (т.е. кадра 24×36 мм), появление кропфактора и "кропнутых" объективов привнесло неудобства при выборе оптики для цифровых фотоаппаратов. Поэтому стал применяться термин «эквивалентное фокусное расстояние» (ЭФР), который характеризует фокусное расстояние объектива с эквивалентным угловым полем для конкретного кроп-фактора. Например, об объективе 31 мм (при установке его на камеру с кроп-фактором ≈1,6) будут говорить как об эквиваленте 50 мм для 35-миллиметровых камер.
Для сравнения фокусных расстояний двух объективов, предназначенных для разных фотоаппаратов, необходимо указанные на объективах фокусные расстояния умножить на кроп-фактор фотоаппарата. Например:
1. Объектив SMC Pentax-DA имеет маркировку «18~55 mm». Кроп-фактор фотоаппарата, на котором установлен данный объектив, — 1,53. Умножив фокусные расстояния на кроп-фактор, получаем ЭФР: 28~84 мм.
2. Объектив фотоаппарата Olympus C-900Z имеет маркировку «5,4~16,2 mm». Кроп-фактор данного аппарата равен 6,56. Умножив, получаем ЭФР: 35~106 мм.
Теперь, переведя фокусное расстояние обоих объективов к ЭФР, мы можем их сравнить. Первый обладает более широким угловым полем при широкоугольном положении, второй — более длиннофокусным телеположением.

## Эквивалентная резкостная диафрагма
Не общепринятый и некорректный термин, появление которого связано с упрощённым пониманием связи между глубиной резкости и относительным отверстием.
Не встречается в специальной, учебной и справочной литературе.
Предполагается, что объектив с фокусным расстоянием, например, в 1,6 раз меньшим, на матрице в 1,6 меньшего размера, на тех же диафрагмах будет обладать большей глубиной резкости, чем объектив с исходным фокусным расстоянием и эквивалентным угловым полем. Поэтому для той же глубины резкости предлагается использовать так называемую «эквивалентную резкостную диафрагму», значение которой больше (знаменатель меньше), чем у исходного объектива.
Поскольку данное предположение не учитывает ни разрешения фотоприёмника, ни масштаба увеличения (размера конечного отпечатка), то фактическая ГРИП может значительно отличаться от предполагаемой.

## Оптика для «кропнутых» камер
Большинство производителей цифровой зеркальной фотоаппаратуры создало упрощённые линейки объективов и стандарты байонетов, совместимые с доминирующим, но допускающие укороченный задний отрезок и уменьшенное поле изображения. Такие линейки рассчитаны только на цифровые фотоаппараты такого же стандарта и несовместимы с полнокадровыми и плёночными. Однако удешевление конструкции таких объективов, особенно широкоугольных, позволяет создать качественную оптику потребительского уровня. Наиболее известными стали такие стандарты, как Canon EF-S и Nikon DX. Объективы этих стандартов создают качественное изображение в пределах поля 22,5×15 мм, соответствующего сенсору APS-C.
Объективы, рассчитанные на камеры с кроп-фактором, обычно нельзя использовать со стандартными, несмотря на идентичную конструкцию байонета. Этому может препятствовать другое устройство хвостовой части, входящей в камеру глубже (например, серия Canon EF-S). Даже в случае отсутствия технических ограничений на установку (Pentax, Nikon) объектив может давать заметное виньетирование или вовсе ограничивать поле изображения пределами центрального круга. При этом стандартные объективы можно использовать с «кропнутыми» фотоаппаратами без ограничений.

## Некоторые размеры матриц

Схема для визуального сравнения размеров матриц с различным

### 4/3 (Four Thirds System)
Размер матрицы 18 × 13,5 мм при соотношении сторон 4:3. Стандарт 4/3 включает не только физические размеры матрицы, но и байонет объектива. Он разработан консорциумом компаний Olympus и Eastman Kodak специально для беззеркальных фотоаппаратов.
В 2010 году камеры с матрицами такого формата производили фирмы Olympus и Panasonic. Декларировались цели снижения стоимости производства, веса камер и объективов.

### DX и APS-C
Фотосенсоры Nikon DX и APS-C с размером около 25,1 × 16,7 мм и соотношением сторон 3:2. Их кроп-фактор составляет 1,5× (Nikon, Sony, Pentax, Fujifilm, Samsung) или 1,6× (используется Canon). Примерно соответствует размеру кадра полуформатного фотоаппарата. Если данный размер матриц у таких производителей как Canon, Nikon и Sony является вторичным по отношению к полнокадровым камерам, то Fujifilm делает упор именно на камеры APS-C формата. Компания Samsung Electronics в 2010-х годах пыталась развивать линейку Samsung NX с таким размером матрицы, но не добилась рыночного успеха. Похожая судьба ждала фотоаппараты Leica T, Epson R и Pentax K-01.

### APS-H
Фотосенсор размером 27 × 18 мм и соотношением сторон 3:2 имеет диагональ в 1,3 раза меньшую, чем у малоформатного кадра. Разработан фирмой Kodak для использования в гибридных фотоаппаратах, созданных совместно с Canon. В дальнейшем выпуск матриц этого размера продолжен компанией Canon, использовавшей их в профессиональной линейке Canon EOS-1D. В данный момент камеры с данным форматом сенсора не выпускаются.

### Полнокадровый
Фотодатчик формата 36×24 мм ±1 мм при соотношении сторон 3:2 (англ. full frame) соответствует размерам малоформатного кадра на 35-мм фотоплёнке. Этот размер матрицы назван «полнокадровым», поскольку допускает использование всей оптики для наиболее популярной в конце XX века малоформатной аппаратуры без каких-либо перерасчётов и ограничений. По информационной ёмкости уступает только среднеформатным сенсорам 4,5 × 6 см. Первым в мире серийным фотоаппаратом с таким сенсором и кроп-фактором, равным единице, в сентябре 2002 года стал Canon EOS-1Ds. За два года до этого Asahi Optical и Kyocera анонсировали полнокадровые фотоаппараты, производство первого из которых Pentax MZ-D так и не было запущено, а камера Contax N Digital, выпущенная на несколько месяцев ранее Canon, вскоре была снята с производства. До выхода Contax N Digital и EOS-1Ds матрица формата 24×36 мм была доступна только в среднеформатных цифровых задниках, давая со штатной оптикой кроп-фактор 1,6. Попытки выйти на рынок цифровых зеркальных полнокадровых камер так же осуществлял Kodak. Наиболее популярными полнокадровыми зеркальными камерами в своё время являлись линейка 5D от компании Canon и камеры 800-й серии от компании NIkon.
Первой полнокадровой беззеркальной камерой с несменной оптикой стала Sony RX1 с несъёмным объективом Carz Zeiss 35mm f/2, выпущенная в 2012 году. Первая полнокадровая беззеркальная камера со сменной оптикой Sony A7 была выпущена в конце 2013 года. В 2017 году была выпущена первая в мире профессиональная репортажная беззеркальная полнокадровая камера Sony A9, которая вместе с второй версией этой камеры завоевала огромную популярность, например, агентство Associated Press полностью перешло на использование репортажных камер Sony. В 2018 году свои первые беззеркальные полнокадровые камеры выпустили Canon — EOS R, и Nikon — Z6 и Z7. В 2021 году обе компании выпустили беззеркальные полнокадровые камеры для профессионального сегмента, ими стали Canon R3 и Nikon Z9. Обе камеры были настолько популярны на старте продаж, что очередь на них составляла до нескольких месяцев ожидания. Так же выпуском беззеркальных камер с полнокадровыми сенсорами занимается Panasonic и Sigma, но они обладают меньшей популярностью вследствие отсутствия фазового автофокуса у Panasonic и весьма специфического назначения камер Sigma.

### 4,5 × 6 сантиметров
Среднеформатная матрица формата 45 × 60 мм с соотношением сторон 4:3. В основном применяются в цифровых задниках для среднеформатных камер. Существуют среднеформатные цифровые камеры со сменной оптикой от нескольких производителей, как зеркальные, так и беззеркальные, например от компаний Fijifilm, Leica и Pentax.

### Площадь матрицы
Необходимо учитывать, что разница в площади полнокадровой и «кропнутой» матрицы это квадрат кроп-фактора, например при кроп-факторе 1.5x от полного кадра 35 мм площадь матрицы будет в 2,25 раза меньше, (так как размер матрицы слегка отличается от декларируемого кроп-фактора у всех производителей в меньшую сторону — разница на деле получается ещё больше — 2,3 раза для стандартного 1.5x кропа, и 2,6 раз для стандартного 1.6x кропа). 4/3 матрицы обладая кроп-фактором 2x, по площади меньше полного кадра в 4 раза. Соответственно на матрицы с кроп-фактором 1.5х попадает в 2,3 раза меньше света за единицу времени, чем на полнокадровую 35-мм матрицу при условии использования оптики с одинаковой светосилой.

## Кроп-фактор и размеры матриц

### Средний формат
| Обозначение           | {\displaystyle K_{f}} | Ширина (мм) | Высота (мм) | Диагональ (мм) | Площадь (мм²) | Пример камеры                                                      |
| --------------------- | --------------------- | ----------- | ----------- | -------------- | ------------- | ------------------------------------------------------------------ |
| Панорамные «6×17»     |                       |             |             |                |               | Seitz 6x17 Digital                                                 |
| Полнокадровые «6×4,5» | 1                     | 56          | 41,5        | 69,7           | 2 324         | Киев-88, Киев-90 при использовании кассет на размер кадра 6×4,5 см |
| Mamiya RZ             | 1,25                  | 48          | 36          | 60             |               | Mamiya RZ                                                          |
| Pentax 645D           | 1,26                  | 44          | 33          | 55,2           | 1 463         | Pentax 645D                                                        |
| Leica S Format        | 1,29                  | 45          | 30          | 54,1           | 1 350         | Leica S2-P                                                         |
| Leaf Credo            |                       | 53,7        | 40,3        |                |               | Mamiya 645D                                                        |
| Leaf Credo            |                       | 43,9        | 32,9        |                |               | Mamiya 645D                                                        |

### Малый формат
В таблице приведены размеры кадра различных типов фото-, кино- и видеоаппаратуры и их кроп-фактор, сравнительно с малоформатным кадром.
| Обозначение                     | {\displaystyle K_{f}} | Ширина (мм) | Высота (мм) | Диагональ (мм) | Площадь (мм²) | Пример камеры |
| ------------------------------- | --------------------- | ----------- | ----------- | -------------- | ------------- | --- |
| Полнокадровые, плёнка типа 135. | 1 — 1,01              | 35,8 — 36   | 23,8 — 24   | 43 — 43,3      | 852—864       | Серия «Canon EOS-1Ds», «Canon EOS-1D X», серия «Canon EOS 5D» «Canon EOS 6D», Nikon D3, Nikon D4, Nikon D800, Nikon Df, Leica M9, Sony DSC-RX1R, Sony Alpha DSLR-A850, Sony Alpha DSLR-A900 |
| APS-H                           | 1,26 — 1,28           | 28,1 — 28,7 | 18,7 — 19,1 | 33,8 — 34,5    | 525,5 — 548,2 | Фотоаппараты серии «Canon EOS-1D» (в том числе Mark II, Mark III, Mark IV) |
|                                 | 1,33                  | 27          | 18          | 32,4           | 486           | Leica M8 |
| Киноформат Супер-35             | 1,38                  | 24,89       | 18,66       | 31,11          | 464,45        | Canon C300 |
| APS-C, DX, 1.8", Foveon X3      | 1,44 — 1,74           | 20,7 — 25,1 | 13,8 — 16,7 | 24,9 — 30,1    | 285,7 — 419,2 | Canon EOS 10D, Canon EOS 20D, Canon EOS 30D, Canon EOS 40D, Canon EOS 7D, Nikon D3100 , Nikon D5100 , Pentax K20D, Sigma SD1, Sony Alpha NEX-5, Samsung NX20                                |
| X3-14.1MP (Foveon X3)           | 1,74                  | 20,7        | 13,8        | 24,9           | 285,7         | Sigma SD14 |
| 1.5"                            | 1,85                  | 18,7        | 14          | 23,36          | 261.8         | Canon PowerShot G1 X |
| 4/3"                            | 1,92 — 2              | 17,3 — 18   | 13 −13,5    | 21,6 — 22,5    | 224,9 — 243   | Olympus E-330, Olympus E-620, Panasonic AG-AF100 Olympus E-3 |
|                                 | 2,37                  | 15,81       | 8,88        | 18,13          | 140,39        | Blackmagic Cinema Camera |
| 1"                              | 2,7                   | 12,8        | 9,6         | 16             | 122,9         | Sony ProMavica MVC-5000, Nikon 1 V1, Nikon 1 J1 |
| Киноформат Супер-16             | 2,96                  | 12,52       | 7,45        | 14,57          | 93,27         | Bolex D16, Blackmagic Pocket Cinema Camera |
| Киноформат 16 мм                | 3,39                  | 10,05       | 7,45        | 12,5           | 74,87         | |
| 2/3"                            | 3,93                  | 8,8         | 6,6         | 11             | 58,1          | Pentax EI-2000, Sony CyberShot DSC-F717, Fujifilm X-S1 |
| 1/1,6"                          | ≈4                    | 8           | 6           | 10             | 48            | Fujifilm FinePix F50fd |
| 1/1,63"                         | ≈4                    |             |             |                |               | Olympus XZ-1, Panasonic Lumix DMC-LX3, Panasonic Lumix DMC-LX5 |
| 1/1,65"                         | ≈4                    |             |             |                |               | Panasonic Lumix DMC-LX1, Panasonic Lumix DMC-LX2 |
| 1/1,7"                          | ≈4,5                  | 7,6         | 5,7         | 9,5            | 43,3          | Canon PowerShot G10, Panasonic Lumix DMC-LX7 |
| 1/1,8"                          | 4,61                  | 7,176       | 5,319       | 8,9            | 38,2          | Casio EXILIM EX-F1, Canon PowerShot G-серии |
| 1/1,9"                          | 4,86                  |             |             |                |               | Samsung Digimax V6 |
| 1/2"                            | 5,11                  | 6,4         | 4,8         | 8              | 30,7          | Sony DSC-D700 |
| 1/2,3"                          | ≈6 (5,89)             | 6,16        | 4,62        | 7,70           | 28,46         | Nikon COOLPIX S3100, Olympus SP-560 UZ, Sony DSC-HX100, Sony DSC-HX200, Canon PowerShot SX230 HS, Fujifilm FinePix S1                                                                       |
| 1/2,35"                         | ≈6 (6,01)             |             |             |                |               | Pentax Optio V10 |
| 1/2,4"                          | ≈6 (6,14)             |             |             |                |               | Fujifilm FinePix S8000fd |
| 1/2,5"                          | ≈6                    | 5,8         | 4,3         | 7,2            | 24,9          | Panasonic Lumix DMC-FZ8, Sony CyberShot DSC-H10 |
| 1/2,6"                          | ≈6                    |             |             |                |               | HP Photosmart M447 |
| 1/2,7"                          | 6,56                  | 5,27        | 3,96        | 6,6            | 20,9          | Olympus C-900 zoom |
| 1/2,8"                          | ≈7                    |             |             |                |               | Canon DC40 |
| 1/2,9"                          | ≈7                    |             |             |                |               | Sony HDR-SR7E |
| 1/3"                            | 7,21                  | 4,8         | 3,6         | 6              | 17,3          | Canon PowerShot A460 |
| 1/3,1"                          | ≈7                    |             |             |                |               | Sony HDR-SR12E |
| 1/3,2"                          | 7,62                  | 4,536       | 3,416       | 5,7            | 15,5          | Canon HF100 |
| 1/3,4"                          | ≈8                    |             |             |                |               | Canon MVX35i |
| 1/3,6"                          | 8,65                  | 4           | 3           | 5              | 12            | JVC GR-DZ7 |
| 1/3,9"                          | ≈9                    |             |             |                |               | Canon DC22 |
| 1/4"                            |                       |             |             |                |               | Canon XM2 |
| 1/4,5"                          |                       |             |             |                |               | Samsung VP-HMX10C |
| 1/4,7"                          |                       |             |             |                |               | Panasonic NV-GS500EE-S |
| 1/5"                            |                       |             |             |                |               | Sony DCR-SR80E |
| 1/5,5"                          |                       |             |             |                |               | JVC Everio GZ-HD7 |
| 1/6"                            | 14,71                 | 2,4         | 1,7         | 2,9            | 4,1           | Sony DCR-DVD308E |
| 1/8"                            |                       |             |             |                |               | Sony DCR-SR45E |